# Pseudopallene dubia
Pseudopallene dubia är en havsspindelart som först beskrevs av Clark, W.C. 1963.  Pseudopallene dubia ingår i släktet Pseudopallene och familjen Callipallenidae. Inga underarter finns listade i Catalogue of Life.